# Daniel McFadden
Daniel McFadden (Raleigh, 29 juli 1937) is een Amerikaans econoom/econometrist.
In 2000 ontving McFadden samen met James Heckman de Prijs van de Zweedse Rijksbank voor economie. Heckman en McFadden ontvingen deze prijs voor hun onderzoek naar menselijk keuzegedrag bij discrete keuzemogelijkheden. Dat zijn keuzes tussen een aftelbaar aantal mogelijkheden, zoals het wel of niet betreden van de arbeidsmarkt.
McFadden studeerde af aan de University of Minnesota, en doceert anno 2008 aan de Universiteit van Californië.
- Bibsys: 90073964
- Bibliothèque nationale de France: cb12278889z (data)
- Gemeinsame Normdatei: 124317227
- International Standard Name Identifier: 0000 0001 0868 840X
- Library of Congress Control Number: n81017894
- Mathematics Genealogy Project: 101781
- Nationale Bibliotheek van Tsjechië: vse2010601562
- Nationale Bibliotheek van Israël: 987007352194805171
- Nationale Bibliotheek van Polen: a0000002936080
- Nederlandse Thesaurus van Auteursnamen: 069092176
- Réseau des bibliothèques de Suisse occidentale: 02-A003544357
- LIBRIS: 195433
- SNAC: w69p4wd5
- Système universitaire de documentation: 031606539
- Virtual International Authority File: 9909365

1969: Frisch, Tinbergen ·
1970 : Samuelson ·
1971: Kuznets ·
1972: Hicks, Arrow ·
1973: Leontief ·
1974: Myrdal, Hayek ·
1975: Kantorovitsj, Koopmans ·
1976: Friedman ·
1977: Ohlin, Meade ·
1978: Simon ·
1979: Schultz, Lewis ·
1980: Klein ·
1981: Tobin ·
1982: Stigler ·
1983: Debreu ·
1984: Stone ·
1985: Modigliani ·
1986: Buchanan ·
1987: Solow ·
1988: Allais ·
1989: Haavelmo ·
1990: Markowitz, Miller, Sharpe ·
1991: Coase ·
1992: Becker ·
1993: Fogel, North ·
1994: Harsanyi, Nash, Selten ·
1995: Lucas ·
1996: Mirrlees, Vickrey ·
1997: Merton, Scholes ·
1998: Sen ·
1999: Mundell ·
2000: Heckman, McFadden ·
2001: Akerlof, Spence, Stiglitz ·
2002: Kahneman, Smith ·
2003: Engle, Granger ·
2004: Kydland, Prescott ·
2005: Aumann, Schelling ·
2006: Phelps ·
2007: Hurwicz, Maskin, Myerson ·
2008: Krugman ·
2009: Ostrom, Williamson ·
2010: Diamond, Mortensen, Pissarides ·
2011: Sims, Sargent ·
2012: Roth, Shapley  ·
2013: Fama, Hansen, Shiller  ·
2014: Tirole  ·
2015: Deaton  ·
2016: Hart, Holmström ·
2017: Thaler ·
2018: Nordhaus, Romer ·
2019: Banerjee, Duflo, Kremer ·
2020: Milgrom, Wilson ·
2021: Imbens, Angrist, Card ·
2022: Bernanke, Diamond, Dybvig ·
2023: Goldin ·
2024: Acemoglu, Johnson, Robinson